# Кагосима (залив)
Каго́сима (яп. 鹿児島湾 кагосима-ван) — полузакрытый залив Восточно-Китайского моря в Японии на юге острове Кюсю, в префектуре Кагосима. Залив ограничен полуостровами Осуми и Сацума.
В заливе расположены две затопленные кальдеры — Аира и Ата (Ибусуки), и действующие вулканы Сакурадзима и Вакамико. Вулкан Сакурадзима образует полуостров, разделяющий залив на две части, соединённые узким и мелким (40 м) проливом Ниси-Сакурадзима (или Ниси-Суйдо). До 1914 года Сакурадзима являлся островом и был отделён от полуострова Осуми проливом шириной в 400 м и глубиной 70 м, но очередное извержение соединило его с полуостровом.
Площадь залива составляет 1130 км², длина (с севера на юг) — 80 км, ширина — 20 км.
Максимальная глубина залива составляет более 230 м (237 м), около устья — около 100 м, в северной части залива — около 200 м.
На дне залива в районе кратера Вакамико (северная часть залива) обнаружены многочисленные фумаролы, обогащающие осадки ртутью, мышьяком и сурьмой. Измерения 1975 года показали, что концентрация ртути в рыбах, обитающих в северной части залива, превышает допустимую (0,4 мг/кг).
В 1863 году залив стал ареной Сацумско-британской войны.